# Scarperia e San Piero
Scarperia e San Piero ist eine italienische Gemeinde mit 11.957 Einwohnern (Stand 31. Dezember 2023) in der Metropolitanstadt Florenz in der Region Toskana und ist Mitglied der Vereinigung I borghi più belli d’Italia (Die schönsten Orte Italiens).

## Geografie

Lage der Gemeinde in der Metropolitanstadt Florenz

Der Ort liegt etwa 26 km nördlich der Provinz- und Regionalhauptstadt Florenz. Die Gemeinde liegt in der Landschaft des Mugello am Fluss Sieve.
Die Nachbargemeinden sind Barberino di Mugello, Borgo San Lorenzo, Calenzano, Firenzuola und Vaglia.

## Geschichte
Die Gemeinde entstand am 1. Januar 2014 durch die Zusammenlegung der vorher selbständigen Gemeinden San Piero a Sieve und Scarperia. In dem Referendum vom 6. und 7. Oktober 2013 stimmten in San Piero a Sieve 55,93 % (33,53 % Wahlbeteiligung) für den Zusammenschluss, in Scarperia 73,98 % (37,37 % Wahlbeteiligung). Das Gesetz zur Fusion der beiden Gemeinden ist das Legge Regionale n.67 vom 22. November 2013. Das Rathaus befindet sich in Scarperia.

## Sport
Die Rennstrecke Autodromo Internazionale del Mugello befindet sich auf dem Gemeindegebiet.

## Verkehr
- Der Ort ist über die Anschlussstelle des Nachbarortes Barberino di Mugello an die Autobahn A 1 angeschlossen.
- Der Ortsteil Scarperia ist über den Passo del Giogo mit Firenzuola verbunden.

## Gemeindepartnerschaft
Scarperia e San Piero unterhält eine Gemeindepartnerschaft mit:
- Laguiole, Département Aveyron, Frankreich, seit 1993

## Söhne und Töchter der Gemeinde
- Riccardo Bartoloni (1885–1933), Erzbischof und Diplomat des Heiligen Stuhls
- Antonio Berti (1904–1990), Bildhauer